# Hermann Schnitzler
Pour les articles homonymes, voir Schnitzler.
Hermann Joseph Schnitzler, né le 13 janvier 1905 à Montjoie et mort le 15 décembre 1976 à Cologne, est un historien de l'art allemand.

## Biographie
Hermann Schnitzler est issu d'une famille de drapiers de Monschau. Il fréquente le Kaiser-Karls-Gymnasium d'Aix-la-Chapelle, où il passe son Abitur en 1924. Il commence à étudier la musique à Stuttgart, puis étudie l'histoire de l'art à l'université de Berlin avec Adolph Goldschmidt et à l'université de Bonn avec Paul Clemen. Il reçoit son doctorat de cette dernière en 1930 avec une thèse sur l'orfèvrerie médiévale. Il travaille ensuite brièvement comme assistant de Wilhelm Koehler à l'université Harvard de Cambridge (Massachusetts), avant de travailler de 1934 à 1935 à l'inventaire des monuments d'art de Rhénanie (traitement du district de Coblence). C'est à lui que l'on doit l'identification du cavalier de Bassenheimer comme une œuvre précoce du maître de Naumburg.
À partir de 1936, Hermann Schnitzler travaille au musée Schnütgen de Cologne, d'abord comme assistant, à partir de 1937 comme conservateur de musée, de 1953 à 1970 il est directeur du musée. En raison de la Seconde Guerre mondiale, il se consacre d'abord principalement au sauvetage et à la sauvegarde des œuvres d'art appartenant à son musée et à la ville de Cologne. En mai 1956, il peut rouvrir le musée avec une nouvelle exposition dans l'Église Sainte-Cécile de Cologne.
Hermann Schnitzler participe à de nombreuses expositions d'art sacré médiéval dans l'après-guerre, notamment l'exposition d'art médiéval précoce Werdendes Abendland an Rhein und Ruhr à Essen en 1956. Hermann Schnitzler enseigne à l'université de Bonn en tant que maître de conférences à partir de 1948 et est nommé professeur honoraire d'histoire de l'art en 1954.
Ses recherches portent principalement sur l'art du trésor du haut et du bas Moyen Âge dans la région Rhin-Meuse. Il contribue notamment de manière significative à l'étude de l'orfèvrerie des XIIe et XIIIe siècles, de la sculpture médiévale sur ivoire et surtout de l'enluminure ottonienne.
Hermann Schnitzler s'intéresse également à l'art et à la musique modernes. Il est ami avec les peintres de Cologne Josef Fassbender, Hubert Berke et Hann Trier (en). Il  conseille de nombreux collectionneurs pour la constitution de leurs collections d'art, notamment Wilhelm Hack, Ernst Kofler, Peter et Irene Ludwig, Heinrich et Walter Neuerburg, ainsi que Herrmann et Maria Schwartz.
Hermann Schnitzler est marié à Helga Olga Hedwig Liselotte née Lafrenz à partir de 1968. Il meurt en 1976 à l'âge de 71 ans dans son appartement de Cologne-Lindenthal.

## Publications
- Die Goldschmiedeplastik der Aachener Schreinswerkstatt. Beiträge zur Entwicklung der Goldschmiedekunst des Rhein-Maas-Gebietes in der romanischen Zeit. Düren 1934 (= Dissertation).
- Ein unbekanntes Reiterrelief aus dem Kreise des Naumburger Meisters, in: Zeitschrift des Deutschen Vereins für Kunstwissenschaft 2, 1935, pages 398–423.
- avec Hans Erich Kubach, Fritz Michel: Die Kunstdenkmäler des Landkreises Koblenz. (= Die Kunstdenkmäler der Rheinprovinz volume 16, 3) L. Schwan, Düsseldorf 1944 (Nachdruck 1981,  (ISBN 3-590-32142-3)).
- Der Dom zu Aachen. Schwann, Düsseldorf 1950.
- Alte Kunst im Schnütgen-Museum. Tellus, Essen 1956.
- Rheinische Schatzkammer. 2 volumes. Schwann, Düsseldorf 1957 et 1959
- Große Kunst des Mittelalters aus Privatbesitz, Ausstellungskatalog, Schnütgen-Museum Köln 1960
- avec Peter Bloch :  Die ottonische Kölner Malerschule. 2 Bände. Schwann, Düsseldorf 1967 und 1970.